# 博福尔-布拉万库尔
博福尔-布拉万库尔（法語：Beaufort-Blavincourt，法語發音：[bofɔʁ blavɛ̃kuʁ]）是法国上法蘭西大區加来海峡省的一个市镇，属于阿拉斯区。该市镇于1859年由原市镇博福尔（Beaufort）和布拉万库尔（Blavincourt）合并而成。

## 地理
博福尔-布拉万库尔（50°16'46"N, 2°29'54"E）面积7.98 平方千米，位于法国上法蘭西大區加来海峡省，该省份为法国北部沿海省份，西北濒北海，南至索姆省，东临北部省。
与博福尔-布拉万库尔接壤的市镇（或旧市镇、城区）包括：利涅勒伊、利安库尔、马南、努瓦耶勒维永、阿韦讷勒孔特、德尼耶、大吕勒库尔。

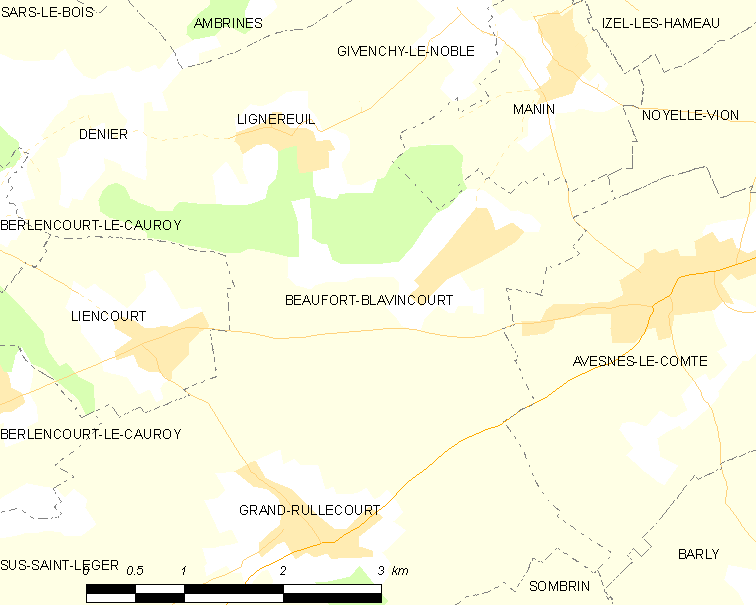
博福尔-布拉万库尔的OSM定位图

博福尔-布拉万库尔的时区为UTC+01:00、UTC+02:00（夏令时）。

## 行政
博福尔-布拉万库尔的邮政编码为62810，INSEE市镇编码为62092。

## 政治
博福尔-布拉万库尔所属的省级选区为阿韦讷勒孔特县。

## 人口

1962-2008年间博福尔-布拉万库尔人口变化图示

博福尔-布拉万库尔于2022年1月1日时的人口数量为404人。